# China Mobile
China Mobile Limited (Trung văn giản thể: 中国移动通信; Trung văn phồn thể: 中國移動通信; pinyin: Zhōngguó Yídòng Tōngxìn) là một công ty viễn thông quốc doanh Trung Quốc. Năm 2013, đây là công ty viễn thông có lợi nhuận cao nhất thế giới với lãi gộp đạt 10,12 tỷ đô la Mỹ. Đây là một trong những công ty viễn thông có giá trị vốn hóa thị trường lớn nhất thế giới. Công ty đang niêm yết trên Sở giao dịch chứng khoán New York và Sở giao dịch chứng khoán Hồng Kông. Tại thời điểm tháng 6/2013, đây là công ty viễn thông có số thuê bao lớn nhất thế giới với 740 triệu thuê bao.